# Charlotte Pluquet-Dziekan
Czonka Charlotte Pluquet-Dziekan (geb. Dziekan) (* 1. März 1902; † 5. Dezember 1971 in Flensburg) war eine deutsche Malerin.

## Leben

### Werdegang
Charlotte Pluquet-Dziekan studierte sowohl 1918 als auch von 1922 bis 1928 an der Staatlichen Akademie für Kunst und Kunstgewerbe Breslau und war zuletzt Meisterschülerin von Otto Mueller.
Nachdem sie 1928 ein Stipendium für Paris erhalten hatte, schuf sie dort zahlreiche Aquarelle und Pastelle. Nachdem sie dann wieder nach Breslau zurückgekehrt war, vertiefte sich die Farbpalette ihrer Blumen- und Landschaftsbilder.
Nachdem sie 1929 den Maler und Kunsterzieher Hans Pluqet geheiratet hatte, legte sie wegen ihrer zwei Kinder eine Malpause bis 1950 ein. In dieser Zeit siedelte sie mit ihrer Familie 1933 erst nach Rendsburg und 1936 nach Flensburg über, wo ihr Ehemann an der Goethe-Schule unterrichtete.
Während des Zweiten Weltkriegs gingen etwa 5.000 ihrer Studien, Skizzen und Bilder verloren. Nach ihrer Ehescheidung begann sie um 1950 wieder zu malen und wandte sich verstärkte der Ölmalerei zu. Neben gegenständlichen Landschaftsbildern schuf sie farbintensive und -nuancierte, abstrakte Bildkompositionen in relativ kleinen Formaten.

## Ausstellungen
- 1965 zeigte Charlotte Pluquet-Dziekan im Flensburger Kunstverein einen Werküberblick aus ihrer Pariser Zeit bis zu ihren aktuellen Bildern, die auf fünf USA-Reisen entstanden waren.
- 1972 fand  für sie eine Gedächtnisausstellung in Flensburg statt.

## Werke (Auswahl)
- Vorort von Paris (1928), Museum Flensburg.
- Aquarell (1951), Museum Flensburg.
- Abstrakte Bildkomposition (1966), Museum Flensburg.